# Centre culturel et musée de la vallée du Logone
 (avril 2025).
Le Centre Culturel et Musée de la Vallée du Logone, fondé en 2011 par Antonino Melis et inauguré le 5 septembre 2011, est un musée ethnographique et culturel. Il se situe à Yagoua dans le département du Mayo-Danay au Cameroun. Il possède une collection variée d’objets provenant des communautés Massa, Mousgoum (ou Musgum), Toupouri (ou Tupuri) et Moussey, reflétant la diversité culturelle de la Vallée du Logone. Il accueille également des activités éducatives et culturelles visant à renforcer les échanges entre les différentes communautés et à promouvoir les richesses culturelles locales. Il joue également un rôle important dans la préservation des traditions locales tout en favorisant des initiatives visant à faire découvrir ses patrimoines au public.

## Histoire

### Debuts et projets
Le Centre Culturel et Musée de la Vallée du Logone est une institution culturelle destinée à la préservation du patrimoine culturel de cette région,. Fondé en 2011 par Antonino Melis, un missionnaire italien passionné par les cultures locales, ce centre nait d’une volonté de sauvegarder les traditions et objets culturels menacés de disparition,,.
L’idée de ce projet germe face aux transformations culturelles rapides observées dans la région, notamment parmi les communautés Massa, Mousgoum, Toupouri, etc,. Antonino Melis, anthropologue et linguiste collabore avec des chercheurs locaux et internationaux pour concevoir un espace où les traditions, l’art et l’histoire peuvent être documentés et valorisés,.
Ce projet bénéficie également du soutien de l’évêque de Yagoua de l’époque, Emmanuel Bushu, qui encourage la création d’un musée diocésain.
Le centre joue un rôle important dans le renforcement des liens communautaires et la promotion du dialogue interculturel. Il offre un espace où les différentes communautés peuvent se rencontrer, partager leurs histoires et présenter leur patrimoine commun. En outre, il sensibilise les jeunes générations à l’importance de préserver leurs racines culturelles tout en s’adaptant aux défis du monde moderne,.
Les initiatives du centre incluent des expositions permanentes et temporaires, des ateliers éducatifs et des événements culturels qui mettent en lumière les savoir-faire traditionnels. Ces projets visent à promouvoir la connaissance culturelle des habitants et à encourager une meilleure compréhension des potentialités que recèle la Vallée du Logone,.

### Missions
Les missions principales du musée incluent :
La préservation du patrimoine culturel : le musée conserve des collections provenant des communautés Massa, Musgum, Tupuri et Moussey mettant en lumière la culture de la région.
Le dialogue interculturel : il sert de lieu de rencontre et de dialogue entre différentes communautés favorisant l’harmonie et la compréhension mutuelles.
La promotion des racines culturelles : il encourage les nouvelles générations à valoriser leurs origines tout en s’adaptant à un monde globalisé.
La recherche scientifique et intégration régionale : il joue un rôle dans le développement de la recherche scientifique transfrontalière et la promotion de la culture de la paix.
La préservation et la diffusion des cultures de toutes les populations de la Vallée du Logone, ainsi que la promotion et l'encouragement de toute activité de production culturelle à partir d'un centre de référence.

## Acquisitions, Mises en place et lancement

### Acquisitions
Le premier ensemble des collections se constitue des objets de Antonino Melis durant son séjour au nord du fleuve Logone, du côté tchadien. Dans le cadre de sa mission, il couvre un vaste territoire principalement peuplé par les Massa. Ses collectes ne se font pas de manière systématique, mais résultent plutôt de fouilles occasionnelles, de dons et de legs. Les communautés locales, conscientes de l’intérêt que leur responsable religieux porte aux objets, lui offrent gracieusement certaines pièces, tandis que d’autres sont le fruit de son achat. Pour les objets absents dans la constitution de la collection, Melis sollicite des sculpteurs pour les fabriquer.
Au Cameroun, la collecte continue, notamment à Gizey, où vit une petite communauté anciennement distincte des Massa, mais aujourd’hui assimilée à ce groupe. Une minorité de Moussey réside également dans cette localité, ce qui conduit Melis à rassembler des objets au sein de cette communauté.
Après sa nomination au centre Culturel et Musée de la Vallée du Logone, Melis enrichit la collection grâce à un don important de pièces Moussey provenant de Marco Bertoni, un autre missionnaire xavérien basé au Tchad. Cette collection comprend principalement des objets préhistoriques et remise par l’étudiant en archéologie camerounais André le Roi Sakoufoulsou Danga. Le musée procède également à l’achat de quelques pièces appartenant aux cultures Tupuri et Musgum.

## Administration

### Promoteur, tutelle et direction/ gestion du musée
Antonino Melis assure la direction et la gestion du musée; il occupe le poste de directeur général depuis sa création. Sous sa direction, le musée devient un lieu de dialogue intercommunautaire et de découverte culturelle offrant une plateforme pour explorer les collections de la région.

### financements
La majeure partie des fonds permettant le fonctionnement du Centre provient de contributions généreuses en provenance d’Espagne et d’Italie, reflétant le soutien international au projet. Par ailleurs, le centre génère des revenus supplémentaires grâce à un service de secrétariat ainsi qu’à deux chambres mises à disposition pour accueillir des chercheurs et des visiteurs.

### Tourisme et fréquentation
Le Centre Culturel et Musée de la Vallée du Logone accueille ses visiteurs du lundi au samedi, de 8h à 19h, offrant ainsi une large plage horaire pour découvrir ses richesses culturelles et patrimoniales.

## Architecture et organisation de l'espace

### Architecture
La configuration du Centre Culturel et Musée de la Vallée du Logone s’inspire du modèle type des habitants des communautés locales de la région. Le site compte un ensemble de huit bâtiments repartis en quatre de part et d’autre du bâtiment administratif donnant forme a un ensemble polygonal près duquel se trouve un autre bâtiment ayant des salles réservées aux conférences et aux expositions temporaires .
Le bâtiment du musée a une structure simple, traditionnelle couvert avec un toit en tôle et très riche en symbolisme africain. On trouve une porte et une fenêtre marquées des formes en relief les mettant ainsi en exergue. Les fenêtre sont grandes et grillagées, une combinaison qui non seulement favorise un éclairage et une ventilation optimaux mais aussi assure la protection des lieux. Sur les murs, on y trouve des peintures en couleurs chaudes, comme l'ocre et le rouge, ainsi que des motifs en jaune et blanc chose qui a pour effet de renforcer leur visibilité et leur impact visuel. Ces motifs sont variés ayant des formes ondulées et en zigzag donnant naissance à des figures en losange, circulaire et triangulaire une combinaison des formes qui crée des effets de répétitions, symétrie et de stabilité.
Ces motifs ont des représentations culturelles spécifiques qui varient en signification et rôle allant de symboles de culte au symboles ancestraux de communication avec certains symboles ayant pour but la protection spirituelle et/ou matérielle (en repoussant mauvais esprit).
Sur la façade du bâtiment, on y trouve également des formes ondulées en bas-relief autour des ouvertures telles que la porte et la fenêtre . La composition de ces formes rigides et ondoyantes renvoient à l’intégration de l’homme à son environnement immédiat et explique également comment la fusion entre l’homme et l’environnement dépend largement de la fluidité de la nature et l’homme et sa capacité à intégrer ce qui est nouveau et inconnu.

### Organisation de l'espace
Il se compose de trois sections distinctes, mais complémentaires.
La première est une bibliothèque scolaire, offrant une collection de manuels scolaires et accessible chaque après-midi, avec la possibilité d’étudier en soirée. La deuxième est une bibliothèque scientifique spécialisée en sciences humaines, axée sur les populations locales de la région. Elle est particulièrement fréquentée par les étudiants universitaires et les chercheurs travaillant sur des mémoires ou des thèses. Enfin, le centre dispose d’une salle informatique équipée d’un accès internet libre, destinée aux élèves.
En parallèle, il abrite un projet majeur : le Musée ethnographique des populations de la Vallée du Logone qui promet de devenir un espace pour la préservation et la valorisation du patrimoine culturel de la région.

## Aspects techniques, équipements et services

### Aspects techniques
Le Centre Culturel et Musée de la Vallée du Logone est sous la gestion d'une association légalement agréée par l’État camerounais. Cette association rassemble divers partenaires, notamment le diocèse de Yagoua, la mairie de Yagoua, Sana Logone (une organisation non gouvernementale camerounaise), Globalmon (une ONG basée en Espagne) ainsi qu'Africa Degna (une ONG italienne). Ces acteurs collaborent étroitement afin de mobiliser les fonds nécessaires, tant pour la mise en place du centre que pour garantir sa pérennité,.

### Services
Le Centre Culturel et Musée de la Vallée du Logone offre en plus du service muséale une variété de services pour répondre aux besoins éducatifs et culturels de ses visiteurs :
Une bibliothèque scolaire, ouverte l’après-midi, mettant à disposition des livres de textes et offrant la possibilité aux élèves d’étudier en soirée.
Une bibliothèque scientifique, spécialisée en sciences humaines et axée sur les populations locales, destinée aux étudiants universitaires et aux chercheurs.
Une salle informatique, équipée d’un accès Internet libre, permettant aux élèves de travailler et d’enrichir leurs connaissances numériques.

## Collections
Inaugurée le 5 septembre 2011, cette maison culturelle est destinée aux échanges entre chercheurs, associations culturelles et populations locales, avec une portée sous-régionale. Ses activités de documentation couvrent des domaines variés, notamment l’organisation socioculturelle, les pratiques agro-pastorales, l’habitat, l’artisanat, les environnements physiques et climatiques, les problématiques du genre, la société civile, la scolarisation et la sécurité alimentaire. Le musée met également en exposition l’histoire de la Vallée du Logone.
Les collections comprennent près de 500 objets de la vie quotidienne, tels que des pièces de céramique, des sculptures, et des peintures, ainsi que plus de 450 pièces de mobilier et 100 textiles. Ces artefacts proviennent des communautés Massa, Mousgoum, Moussey et Toupuri, réparties entre le Tchad et le Cameroun. Depuis décembre 2015, des collaborations avec les musées ethnographiques Kotoko sont envisagées pour enrichir la représentation des collections de cette région.
Cet espace met l’accent sur la dimension culturelle en créant un lieu de dialogue et d’échange pour les populations de cette région d'Afrique, où des idées autour de la culture et de ses enjeux s’échangent.

### Exposition permanente
L' exposition permanente du Centre Culturel et Musée de la Vallée du Logone offre une immersion dans la vie quotidienne des populations des abords sud de la vallée du Logone. L’exposition retrace la préhistoire et l’histoire de la vallée; elle explore la symbolique et les croyances liées à l’eau, et illustre la diversité ethnique de la région par des objets représentatifs des peuples.